# Par Chīnak
Par Chīnak (persiska: پر چينك) är en ort i Iran.   Den ligger i provinsen Mazandaran, i den norra delen av landet, 160 km nordost om huvudstaden Teheran. Par Chīnak ligger 174 meter över havet och antalet invånare är 103.
Terrängen runt Par Chīnak är huvudsakligen kuperad, men västerut är den platt. Runt Par Chīnak är det ganska tätbefolkat, med 111 invånare per kvadratkilometer. Närmaste större samhälle är Sari, 13,3 km norr om Par Chīnak. I omgivningarna runt Par Chīnak växer i huvudsak blandskog.